# Fuchsberg (Wanderdüne)

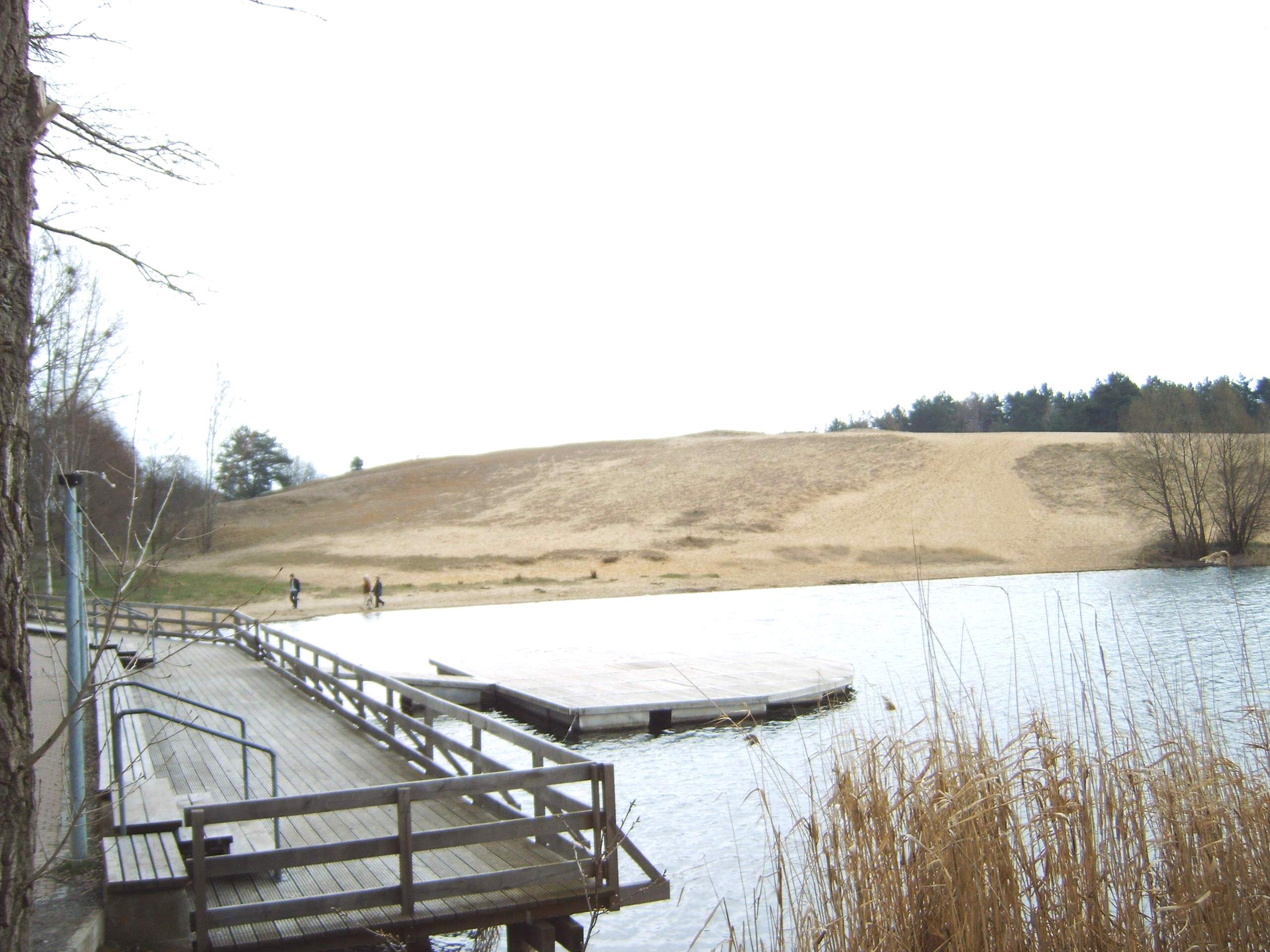
Düne Fuchsberg – im Vordergrund der Kulk

Der Fuchsberg ist eine Wanderdüne in Sachsen-Anhalt. Die Düne befindet sich im Gebiet der Stadt Gommern.
Es handelt sich um die letzte große Wanderdüne des ehemaligen Dünenzuges zwischen Gerwisch, Heyrothsberge, Menz und Gommern. Ihre ursprüngliche Höhe wird mit 70,3 m über NHN angegeben. Sie erhebt sich bis auf 20 m über den zu ihren Füßen liegenden See Kulk.

## Entstehung
Die Düne entstand ab der Weichseleiszeit durch die Auswehung von Sanden aus Schmelzwasserablagerungen und dem Breslau-Magdeburg-Bremer Urstromtal und somit im Zeitraum von vor 150.000 bis 10.000 Jahren. Noch bis in geschichtliche Zeiten hinein erfolgte die Umlagerung des Sandes durch Westwinde. Es entstand so der steile Nordost- und der flach abfallende Südwest-Hang.

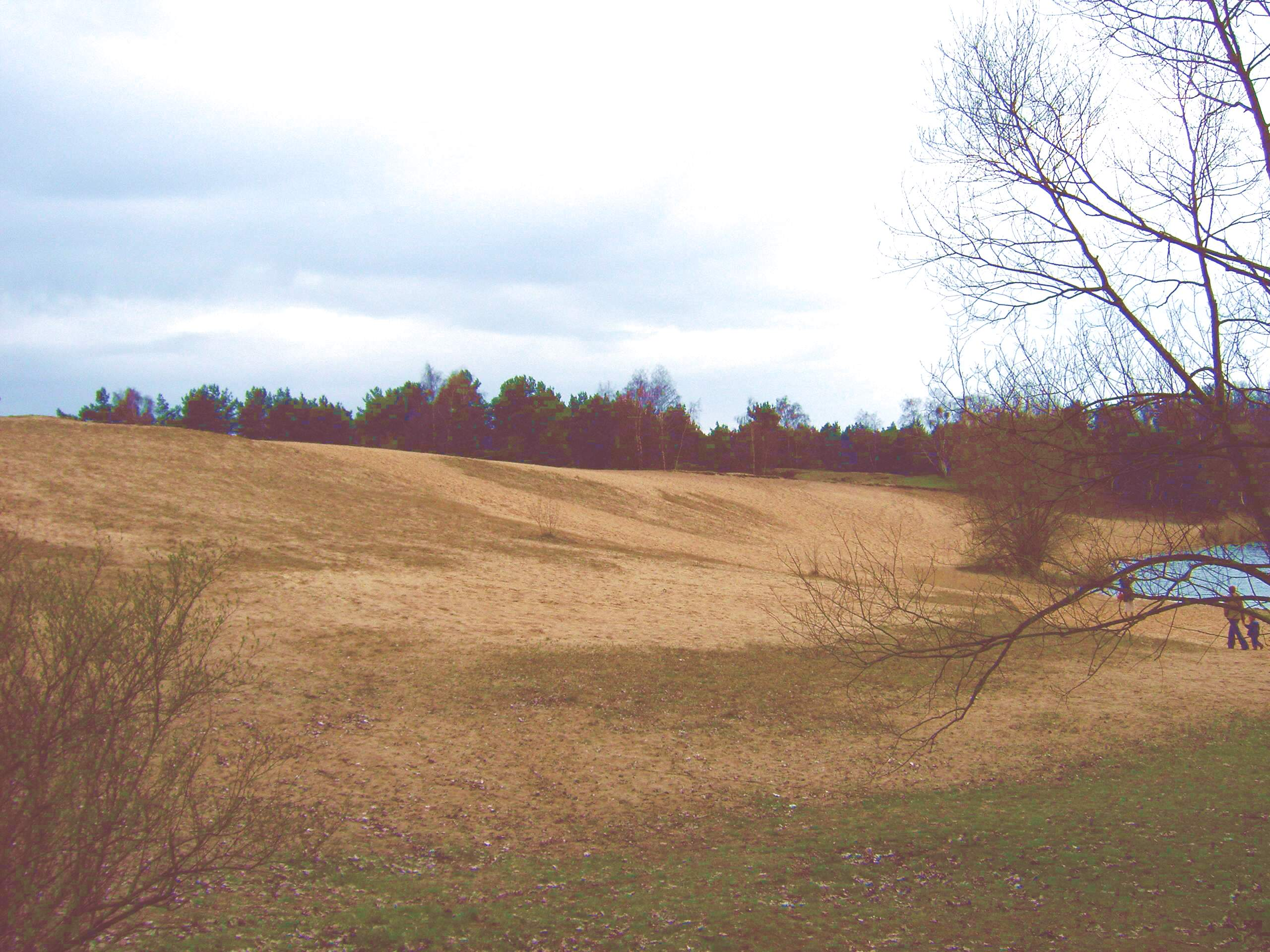
Düne

Die ursprüngliche Ausdehnung der Düne war noch deutlich größer. Sie zog sich nördlich des Sees Kulk bis zur Gommerner Salzstraße. Obwohl die Düne bereits seit 1936 als Naturdenkmal unter Schutz stand, erfolgte nach 1945 eine Abtragung von großen Teilen der Düne, um so Baumaterial zum Wiederaufbau der im Zweiten Weltkrieg stark zerstörten benachbarten Stadt Magdeburg zu erhalten. Auf diese Weise verschwanden die meisten anderen Dünen der Umgebung.

## Heutige Situation
Nach 1990 wurde die Düne als touristisches Ziel erschlossen. In der Nähe befinden sich Restaurants, ein 1992 errichteter Aussichtsturm, der Gesteinsgarten Gommern und ein Kinderspielplatz. Die Wege um den Kulk wurden befestigt.